# Critics’ Choice Super Awards 2024
Die vierte Verleihung der US-amerikanischen Critics’ Choice Super Awards (englisch 4th Critics’ Choice Super Awards), die jährlich von der Critics Choice Association (CCA) vergeben werden, fand am 4. April 2024 statt.
Die Nominierungen wurden am 7. März 2024 bekanntgegeben.

## Gewinner und Nominierte im Bereich Film
| Serie/Film                                  | N | A |
| ------------------------------------------- | - | - |
| Mission: Impossible – Dead Reckoning        | 5 | 2 |
| Godzilla Minus One                          | 4 | 2 |
| Poor Things                                 | 4 | 2 |
| John Wick: Kapitel 4                        | 4 | 1 |
| Guardians of the Galaxy Vol. 3              | 4 | 0 |
| Spider-Man: Across the Spider-Verse         | 3 | 1 |
| Evil Dead Rise                              | 3 | 0 |
| M3GAN                                       | 3 | 0 |
| Talk to Me                                  | 2 | 2 |
| Blue Beetle                                 | 2 | 0 |
| The Creator                                 | 2 | 0 |
| Nimona                                      | 2 | 0 |
| Scream VI                                   | 2 | 0 |
| Teenage Mutant Ninja Turtles: Mutant Mayhem | 2 | 0 |
| Tyler Rake: Extraction 2                    | 2 | 0 |
| Wonka                                       | 2 | 0 |

### Bester Actionfilm
John Wick: Kapitel 4 (John Wick: Chapter 4) – Produktion: Basil Iwanyk, Erica Lee und Chad Stahelski
Tyler Rake: Extraction 2 (Extraction 2) – Produktion: Eric Gitter, Sam Hargrave, Chris Hemsworth, Mike Larocca, Patrick Newall, Anthony und Joe Russo, Angela Russo-Otstot und Peter Schwerin
Indiana Jones und das Rad des Schicksals (Indiana Jones and the Dial of Destiny) – Produktion: Simon Emanuel, Kathleen Kennedy und Frank Marshall
Mission: Impossible – Dead Reckoning – Produktion: Tom Cruise und Christopher McQuarrie
Sisu – Produktion: Petri Jokiranta

### Bester Schauspieler in einem Actionfilm
Tom Cruise – Mission: Impossible – Dead Reckoning
Chris Hemsworth – Tyler Rake: Extraction 2 (Extraction 2)
Keanu Reeves – John Wick: Kapitel 4 (John Wick: Chapter 4)
Denzel Washington – The Equalizer 3 – The Final Chapter (The Equalizer 3)
Donnie Yen – John Wick: Kapitel 4 (John Wick: Chapter 4)

### Beste Schauspielerin in einem Actionfilm
Rebecca Ferguson – Mission: Impossible – Dead Reckoning
Hayley Atwell – Mission: Impossible – Dead Reckoning
Priya Kansara – Polite Society
Pom Klementieff – Mission: Impossible – Dead Reckoning
Rina Sawayama – John Wick: Kapitel 4 (John Wick: Chapter 4)

### Bester Horrorfilm
Talk to Me  – Produktion: Kristina Ceyton und Samantha Jennings
Evil Dead Rise – Produktion: Robert G. Tapert
M3GAN – Produktion: Jason Blum und James Wan
Scream VI – Produktion: Paul Neinstein, William Sherak und James Vanderbilt
When Evil Lurks (Cuando acecha la maldad) – Produktion: Fernando Díaz

### Bester Schauspieler in einem Horrorfilm
Nicolas Cage – Dream Scenario
Dave Bautista – Knock at the Cabin
Tobin Bell – Saw X
Joaquin Phoenix – Beau Is Afraid
Andrew Scott – All of Us Strangers

### Beste Schauspielerin in einem Horrorfilm
Sophie Wilde – Talk to Me
Jenna Davis und Amie Donald – M3GAN
Mia Goth – Infinity Pool
Jenna Ortega – Scream VI
Alyssa Sutherland – Evil Dead Rise

### Bester Science-Fiction-/Fantasyfilm
Godzilla Minus One (ゴジラ-1.0, Gojira Mainasu Wan) – Produktion: Gô Abe, Kazuaki Kishida, Keiichirō Moriya und Kenji Yamada
Asteroid City – Produktion: Wes Anderson, Jeremy Dawson und Steven M. Rales
Der Junge und der Reiher (君たちはどう生きるか, Kimitachi wa Dō Ikiru ka) – Produktion: Toshio Suzuki
The Creator – Produktion: Gareth Edwards, Kiri Hart, Arnon Milchan und Jim Spencer
Poor Things – Produktion: Ed Guiney, Giorgos Lanthimos, Andrew Lowe und Emma Stone

### Bester Schauspieler in einem Science-Fiction-/Fantasyfilm
Mark Ruffalo – Poor Things
Timothée Chalamet – Wonka
Willem Dafoe – Poor Things
Ryūnosuke Kamiki – Godzilla Minus One (ゴジラ-1.0, Gojira Mainasu Wan)
Chris Pine – Dungeons & Dragons: Ehre unter Dieben (Dungeons & Dragons: Honor Among Thieves)

### Beste Schauspielerin in einem Science-Fiction-/Fantasyfilm
Emma Stone – Poor Things
Olivia Colman – Wonka
Kaitlyn Dever – No One Will Save You
Minami Hamabe – Godzilla Minus One (ゴジラ-1.0, Gojira Mainasu Wan)
Madeleine Yuna Voyles – The Creator

### Bester Superheldenfilm
Spider-Man: Across the Spider-Verse – Produktion: Avi Arad, Phil Lord, Chris Miller, Amy Pascal und Christina Steinberg
Blue Beetle – Produktion: Zev Foreman und John Rickard
Guardians of the Galaxy Vol. 3 – Produktion: Kevin Feige
Nimona – Produktion: Roy Lee, Karen Ryan und Julie Zackary
Teenage Mutant Ninja Turtles: Mutant Mayhem – Produktion: Evan Goldberg, Seth Rogen und James Weaver

### Bester Schauspieler in einem Superheldenfilm
Michael Fassbender – Der Killer (The Killer)
Bradley Cooper – Guardians of the Galaxy Vol. 3
Taron Egerton – Tetris
Xolo Maridueña – Blue Beetle
Shameik Moore – Spider-Man: Across the Spider-Verse

### Beste Schauspielerin in einem Superheldenfilm
Iman Vellani – The Marvels
Ayo Edebiri – Teenage Mutant Ninja Turtles: Mutant Mayhem
Chloë Grace Moretz – Nimona
Zoë Saldaña – Guardians of the Galaxy Vol. 3
Hailee Steinfeld – Spider-Man: Across the Spider-Verse

### Bester Bösewicht in einem Film
Godzilla – Godzilla Minus One (ゴジラ-1.0, Gojira Mainasu Wan)
Chukwudi Iwuji – Guardians of the Galaxy Vol. 3
M3GAN – M3GAN
Jason Momoa – Fast & Furious 10 (Fast X)
Alyssa Sutherland – Evil Dead Rise

## Gewinner und Nominierte im Bereich Fernsehen
| Serie/Film                            | N | A |
| ------------------------------------- | - | - |
| The Last of Us                        | 7 | 7 |
| Der Untergang des Hauses Usher        | 6 | 0 |
| Ahsoka                                | 5 | 0 |
| American Born Chinese                 | 5 | 0 |
| Star Trek: Picard                     | 5 | 0 |
| Loki                                  | 4 | 0 |
| Reacher                               | 3 | 1 |
| Doctor Who: 60th Anniversary Specials | 3 | 0 |
| Gen V                                 | 3 | 0 |
| Ghosts                                | 3 | 0 |
| The Night Agent                       | 3 | 0 |
| Star Trek: Strange New Worlds         | 3 | 0 |
| The Walking Dead: Dead City           | 3 | 0 |
| Black Mirror: Joan Is Awful           | 2 | 2 |
| Monarch: Legacy of Monsters           | 2 | 1 |
| Special Ops: Lioness                  | 2 | 1 |
| 9-1-1                                 | 2 | 0 |
| Bienenschwarm                         | 2 | 0 |
| Tom Clancy’s Jack Ryan                | 2 | 0 |
| The Walking Dead: Daryl Dixon         | 2 | 0 |
| Warrior                               | 2 | 0 |
| Yellowjackets                         | 2 | 0 |

### Beste Actionserie oder bester -fernsehfilm
Reacher
9-1-1
Fire Country
The Night Agent
Völlig zerstört (Obliterated)
Special Ops: Lioness
Tom Clancy’s Jack Ryan
Warrior

### Bester Schauspieler in einer Actionserie oder einem -fernsehfilm
Idris Elba – Hijack
Gabriel Basso – The Night Agent
Andrew Koji – Warrior
John Krasinski – Tom Clancy’s Jack Ryan
Rob Lowe – 9-1-1: Lone Star
Alan Ritchson – Reacher

### Beste Schauspielerin in einer Actionserie oder einem -fernsehfilm
Zoë Saldaña – Special Ops: Lioness
Angela Bassett – 9-1-1
Luciane Buchanan – The Night Agent
Priyanka Chopra Jonas – Citadel
Queen Latifah – The Equalizer
Maria Sten – Reacher

### Beste Horrorserie oder bester -fernsehfilm
The Last of Us
Der Untergang des Hauses Usher (The Fall of the House of Usher)
Ghosts
Servant
Bienenschwarm (Swarm)
The Walking Dead: Daryl Dixon
What We Do in the Shadows
Yellowjackets

### Bester Schauspieler in einer Horrorserie oder einem -fernsehfilm
Pedro Pascal – The Last of Us
Zach Gilford – Der Untergang des Hauses Usher (The Fall of the House of Usher)
Bruce Greenwood – Der Untergang des Hauses Usher (The Fall of the House of Usher)
Brandon Scott Jones – Ghosts
Jeffrey Dean Morgan – The Walking Dead: Dead City
Norman Reedus – The Walking Dead: Daryl Dixon

### Beste Schauspielerin in einer Horrorserie oder einem -fernsehfilm
Bella Ramsey – The Last of Us
Dominique Fishback – Bienenschwarm (Swarm)
Carla Gugino – Der Untergang des Hauses Usher (The Fall of the House of Usher)
Melanie Lynskey – Yellowjackets
Justina Machado – The Horror of Dolores Roach
Rose McIver – Ghosts

### Beste Science-Fiction-/Fantasyserie oder bester -fernsehfilm
Black Mirror: Joan Is Awful
Ahsoka
American Born Chinese
Doctor Who: 60th Anniversary Specials
For All Mankind
Monarch: Legacy of Monsters
Star Trek: Picard
Star Trek: Strange New Worlds

### Bester Schauspieler in einer Science-Fiction-/Fantasyserie oder einem -fernsehfilm
Jharrel Jerome – I’m a Virgo

Kurt Russell – Monarch: Legacy of Monsters
Ncuti Gatwa – Doctor Who: 60th Anniversary Specials
Anson Mount – Star Trek: Strange New Worlds
Todd Stashwick – Star Trek: Picard
Patrick Stewart – Star Trek: Picard

### Beste Schauspielerin in einer Science-Fiction-/Fantasyserie oder einem -fernsehfilm
Annie Murphy – Black Mirror: Joan Is Awful
Rosario Dawson – Ahsoka
Betty Gilpin – Mrs. Davis
Celia Rose Gooding – Star Trek: Strange New Worlds
Jeri Ryan – Star Trek: Picard
Michelle Yeoh – American Born Chinese

### Beste Superheldenserie oder bester -fernsehfilm
The Last of Us
Ahsoka
American Born Chinese
The Flash
Gen V
Loki
Superman & Lois
The Walking Dead: Dead City

### Bester Schauspieler in einer Superheldenserie oder einem -fernsehfilm
Pedro Pascal – The Last of Us
Matt Bomer – Doom Patrol
Tom Hiddleston – Loki
Jeffrey Dean Morgan – The Walking Dead: Dead City
Ke Huy Quan – Loki
Ben Wang – American Born Chinese

### Beste Schauspielerin in einer Superheldenserie oder einem -fernsehfilm
Bella Ramsey – The Last of Us
Lizze Broadway – Gen V
Rosario Dawson – Ahsoka
Sophia Di Martino – Loki
Jaz Sinclair – Gen V
Michelle Yeoh – American Born Chinese

### Bester Bösewicht in einer Serie oder einem Fernsehfilm
Melanie Lynskey – The Last of Us
Carla Gugino – Der Untergang des Hauses Usher (The Fall of the House of Usher)
Neil Patrick Harris – Doctor Who: 60th Anniversary Specials
Mary McDonnell – Der Untergang des Hauses Usher (The Fall of the House of Usher)
Lars Mikkelsen – Ahsoka
Amanda Plummer – Star Trek: Picard